# Juan Giaconi Gandolfo
Juan Jorge Arturo Giaconi Gandolfo (14 de abril de 1945-18 de diciembre de 2022) fue un médico cirujano y político chileno de ascendencia italiana. Se desempeñó como ministro de Salud Pública de su país, durante la dictadura militar del general Augusto Pinochet entre 1986 y 1990.

## Vida pública
En el marco de la dictadura militar del general Augusto Pinochet, el 13 de agosto de 1986, fue nombrado como Ministerio de Salud Pública, cargo que ejerció hasta el fin del régimen el 11 de marzo de 1990. De manera posterior, desempeñó como miembro del directorio de la Universidad Mayor, y como presidente de la Fundación de Cardiología de Chile. Posteriormente, entre 2016 y 2018, ejerció como decano de la Facultad de Medicina de dicha casa de estudios.
Falleció el 18 de diciembre de 2022, a los 77 años, deceso que fue informado por el médico Enrique Paris —exministro de Salud durante el segundo gobierno del presidente Sebastián Piñera—, quien agregó que su funeral se realizaría al día siguiente en su propiedad, el fundo Santa Herminia, ubicado en la localidad de Colín, tras una misa en la misma, y luego su entierro en el Cementerio de Colín.